# Dyschirius peyrierasi
Dyschirius peyrierasi is een keversoort uit de familie van de loopkevers (Carabidae). De wetenschappelijke naam van de soort werd voor het eerst geldig gepubliceerd in 1976 door Basilewsky.